# Atamu Tekena
Atamu Tekena o Atamu te Kena, nombre completo Atamu Maurata Te Kena ʻAo Tahi (1850 - agosto de 1892) fue el penúltimo ariki o rey de Rapa Nui, desde 1883 hasta su muerte. Fue nombrado gobernante en 1883 por la Congregación de los Sagrados Corazones en la isla para representar su interés después de un intervalo de dos décadas en la realeza nativa causado por los trastornos de la occidentalización. Aunque era miembro del clan Miru, tradicionalmente asociado con la realeza nativa, no pertenecía a la realeza de la línea patrilineal tradicional de reyes. En 1888, firmó un tratado de anexión cediendo la isla de Rapa Nui a Chile en una ceremonia oficiada por el capitán Policarpo Toro. Su nombre se traduce como "Adán el alcatraz".

## Legado
La avenida principal de la isla, Avenida Atamu Tekena, en Hanga Roa, fue rebautizada en 1998 en honor al rey del siglo XIX. Anteriormente se llamaba Avenida Policarpo Toro en honor al capitán chileno que inició la anexión de Isla de Pascua.